# 電子カルテ

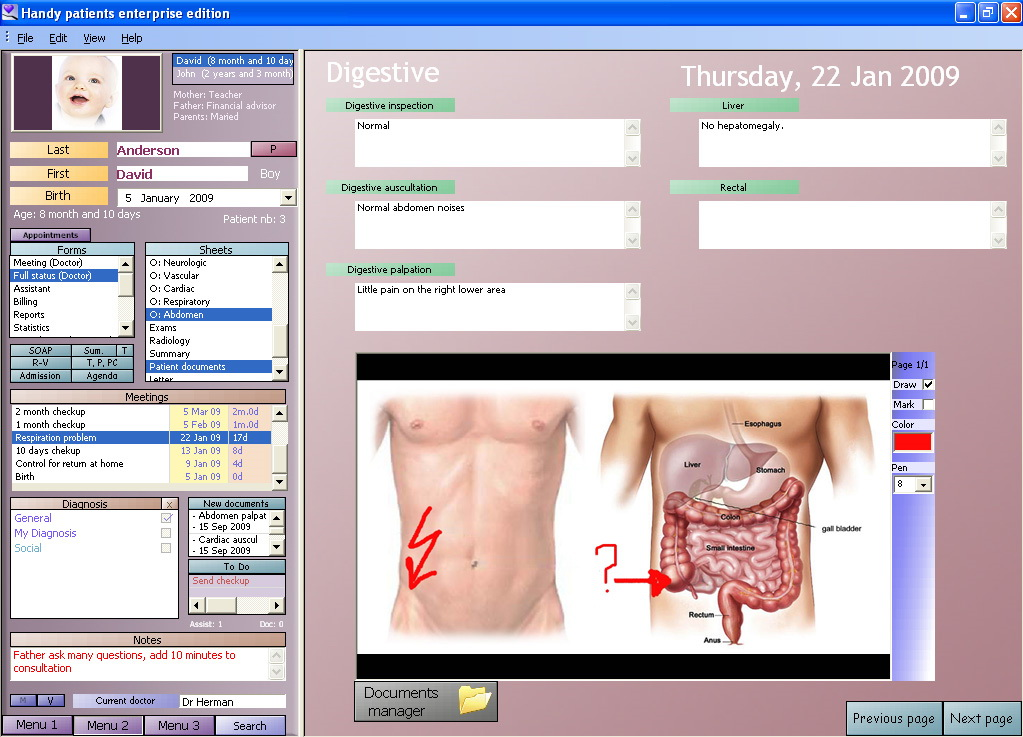
電子カルテのサンプル

電子カルテ（でんしカルテ）とは、従来医師・歯科医師が診療の経過を記入していた、紙のカルテを電子的なシステムに置き換え、電子情報として一括してカルテを編集・管理し、データベースに記録する仕組み、またはその記録のことである。
日本では、2001年12月、e-Japan構想の一環として厚生労働省が策定した「保健医療分野の情報化にむけてのグランドデザイン」において、「2006年度までに全国の400床以上の病院および全診療所の6割以上に電子カルテシステムの普及を図ること」が目標として掲げられた。2018年現在では400床以上の病院における電子カルテシステムの普及率は78.1%となっており普及が進んでいる。
2023年、政府は「医療DXの推進に関する工程表」を発表し、2030年までに概ね全ての医療機関において電子カルテの導入を目指すとの目標を打ち立てた。

## 概念
検査オーダー、処方、画像・検査結果参照、医事会計等、比較的事務的色彩の強く定型化が可能な作業について電子化したオーダエントリシステムは、比較的早期から多くの病院で実用化されており、病院業務の効率化に貢献してきた。
一方、狭義に「電子カルテ」という場合、医師法・歯科医師法で規定され、5年間の保存が義務付けられた医師の診療録自体の電子化を指す。もっとも、オーダエントリシステムと狭義の電子カルテとは、単一の端末上で操作されることがほとんどであるため、併せて「電子カルテシステム」と呼称することも多い。

## 紙のカルテとの比較

### 利点
カルテ記載を電子化することにはいくつかの利点がある。
- 省スペース — 紙のカルテよりもデータ保管に掛かる床面積は少ない
- 明瞭な文字 — 手書きと異なり、キーボードから入力された文字には判読不能という問題が伴わない[3]。
- 検索できる — 手書きと異なり、キーボードから入力された文字は検索できる[3]。
- 共有性の向上 — 紙のカルテと異なり、病院内のあらゆる場所から瞬時に閲覧できる[3]。
- 情報の保護 — データごとに閲覧権限を設定すれば閲覧者を制限することができる。
- 堅牢にできる — 複数拠点でデータベースを冗長化させる事で、データの焼失や消失の可能性を低減させられる。
- 加工しやすい
  - 検査結果や画像とリンクさせられる。
  - 画像に直接コメントを入れられる。
  - データをその場で様々な切り口からグラフ化できる。
  - 必要な部分を切り抜いて紹介状に添付できる。
  - 必要な部分を切り抜いて診断書作成時や学会発表資料などで使える。
- カルテを処方や検査オーダーと一体化することで、実際の実施内容と記載内容を容易に一致させられる。

### 欠点
対して、紙のカルテに劣る面も存在する。
- 金銭コスト
  - システム開発・導入
  - メンテナンス
- 学習コスト — 医師や看護師による端末操作の学習（タッチタイピングなど）
- 保安リスク — 個人情報漏洩、システム破壊
  - コンピュータウイルス
  - 不正アクセス（ネットワーク経由、携帯型記録媒体経由など）
- 信頼性リスク — コンピュータの故障などで使用できなくなる場合がある[4]
  - システム内在のバグによる機能不全
  - 通信網の不具合によるシステム停止
  - 停電によるシステム停止
  - 装置の故障によるデータ破損

## 法的整備
カルテとは、医師・歯科医師が医師法第24条・歯科医師法第23条に基づいて記載し、5年間の保存が義務付けられている準公式書類である。そのため、検査オーダや画像参照・会計などのオーダエントリシステムのように単純に効率のため電子化できるものではなく、狭義の電子カルテの実現には法的な裏づけが必要であった。
1999年（平成11年）に、当時の厚生省（現：厚生労働省）は、診療録の電子媒体による保存を認める通達を発表し、その際、電子カルテのガイドラインとして知られる、以下の3つの条件を満たすよう求めた。
真正性
書換、消去・混同、改竄を防止すること。作成者の責任の所在を明確にすること。
見読性
必要に応じ肉眼で見読可能な状態にできること。直ちに書面に表示できること。
保存性
法令に定める保存期間内、復元可能な状態で保存すること。

## 今後の展望

### 標準化
電子カルテを採用していても、他院に紹介状を書く際にはデータや診療画像をフィルムや紙に印刷して患者に持たせる以外にないのが、ほとんどの病院での現状である。国内の標準化については、厚生労働省が主体となり国内推奨フォーマットを規定している。認定は、厚生労働省から委託を受けているHELICSが審査を行っており、2013年時点で、HL7を踏襲したデータ連携仕様や、標準コードが認定されている。
また、地域医療連携に於いては、厚生労働省からSS-MIXというデータ蓄積仕様が提示されている。NEC、富士通などの電子カルテ主要ベンダーはSS-MIXを踏襲した地域医療連携システムを提供しており、国内における地域医療連携はこの仕様に基づいている箇所が大半を占める。
日本独自のフォーマットとしてXMLで表現するMML (Medical Markup Language) が提案されている。MMLは (NPO) MedXMLコンソーシアムで開発・改良が進められている仕様で、日本医師会標準レセプトソフト (ORCA) と電子カルテを接続する仕様にもMMLの部品であるCLAIMが採用されている。また、MMLを実装したEHRシステムであるiDolphin（Dolphin Project）がNPO日本医療ネットワーク協会によって開発されており、稼働しているプロジェクトとしては、宮崎（はにわネット）、熊本（ひご・メド）、京都（まいこネット）があり、終了もしくは停滞しているプロジェクトとしては、東京（HOTプロジェクト）が挙げられる。
特定非営利活動法人 日本医療ネットワーク協会による、全国版医療情報センター(Super Dolphin)構築に関する活動も実施されている。
近年では世界的なEHRの動きを受け、各国でデータ交換の標準化・共通化が行われている。その一つが先にあげたHL7である。HL7はアメリカを中心とした電子カルテフォーマットの標準化であり、日本でも保健医療福祉情報システム工業会（JAHIS）が中心となり、アメリカのHL7をベースに日本独自のカスタマイズを加えた診療情報の標準交換規約が制定されている。また、各システムに役割(アクター)を割り振り、アクター間の動作をワークフローとして定義するIHE（en:Integrating the Healthcare Enterprise）という活動も行われている。

### 電子カルテの入力について
カルテはその性格上、聴診や触診所見、入院後の経過等につき、自然言語や図面を使って記入されることが多い。これが年齢や処方内容等、容易に構造化できる情報とは違うカルテ保存での技術上の難題となっている。保存される情報の粒度を上げ、細かい入力欄を設けるほどに入力時間が増加し自由度は減少する。一方で、自然言語による記述は現状では、のちの情報の再利用や検索に支障を来たし、医療情報の構造化という意味では一歩譲る（しかし、構文解析エンジンや検索エンジンなどの進歩により、自然言語による揺らぎがある記述でも、実用上大きな弊害のなくなる可能性はある）。
上記のような入力インタフェースの問題については、様々なベンダーより音声認識や文字認識という形で提案がなされている。しかし、現実的に大規模病院においても運用上全く問題ないレベルに達しているかは疑問が残り、さらなる動作検証や技術向上が望まれる。
電子カルテ＝診療録という扱いであるがために、医師法第24条1項に、医師は患者を診療したら遅滞なく「経過を記録すること」が義務づけられている。
現在、大規模、中規模病院向け電子カルテにて、文脈の形態素解析による所見記載内容の自動要約機能を有するシステムがリリースされているが、医師の記載する自然言語に完全対応とは至らず、さらなる検証や技術向上が望まれる。但し、この機能を使用することにより構造化された所見、具体的な状況では、医師毎に違う表現となる所見の統一化、記載語句の違いによる曖昧さの回避、蓄積所見データの分析時に、効果を発揮する。
法制上記載しなければいけない、もしくは作成しなければいけない記録の記載、作成漏れの監査機能有するシステムの構築が求められる。外来患者の電子カルテ上の記載監査としては電子カルテ上で患者の診療録を閉じる時点で監査機能が働くべきタイミングであり、入院患者においては、日々の回診業務後に患者カルテを開き、所見並びにオーダエントリを完了し患者の診療録を閉じる時点で監査機能が働くべきタイミングだと考えられるが、このような機能を有するシステムは、ほぼ存在していないのが現状である。

### データの2次利用
電子カルテに蓄積されるデータは、個々の患者への診療の記録であると同時に、症例データベースとしての役割も担う。類似症例の分析を通じて、医療の質の向上に役立てられる。近年では、病院経営の観点から、医療行為の効率化の一検証手段としての役割も担うようになった。医療に携わる様々なスタッフがそれぞれの見地から直接・間接的にデータの2次利用を行っている。入力の効率化を目指して発展してきた電子カルテ・アプリケーションは、このような状況下において更なる機能追加を求められてきている。現在では、これらの多様性に対応すべく、電子カルテ・データベースを中心とするデータ2次利用環境の構築が活発に行われている。
一般的には、電子カルテ及び他の部門システムからの日々作成されるトランザクションデータをDWH（データウェアハウス）に蓄積し、そのデータを基に経営分析、医療行為分析等を行う場合が多い。昨今ではDWH（データウェアハウス）を使用せずに経営諸表の出力ができるシステムもリリースされている。
一部の電子カルテシステムでは、DB（データベース）に問い合わせする条件（検索条件モデル）を電子カルテ上の機能を用いて病院側にて作成を要する場合がある。この場合、検索結果で得られる情報精度並び真正性は、病院側が保障しなければいけない場合が多い。特に、個々の病院にて必要とされる統計資料は、診療形態、施設基準等の法制にて要求される内容も違いがあり、病院内の部門から業務上求められる統計資料等も同様に違いがある。そのため、あらゆる病院に対応できる汎用の問い合わせ条件（検索条件モデル）は、ほぼ存在しない。存在する場合としても汎用統計であるためカスタマイズが必要となり別途カスタマイズ費用を求められる場合がある。
2次利用のデータは、ドリルダウン等の横断、縦断検索が可能なことが前提で考えられているため、時間軸を持った3次元データになり膨大なデータ量となる。2次利用を行うシステムでは、膨大なデータを処理する能力を有する必要があるため、DWH（データウェアハウス）構築費用が高額になる場合がある。蓄積データが増えることでもハードウェアのスケーラビリティ向上のために追加費用を要する。
DWH（データウェアハウス）を構築していない病院情報システムでは、日々の医療業務中に電子カルテのDB（データベース）並びに医事会計システム、その他の部門システムに対して、直接、問い合わせを行い統計結果をはじき出している事例があるが、結果として、各システムに対し多大な負荷をかけている時がある。システム導入初期費用を抑えるためにDWH（データウェアハウス）構築をせずにシステム運用を開始したところ、各部門システムを跨いだ統計処理を実現しなくてはいけない状況、並びに各部門システムへの問い合わせ負荷を軽減させなければならない状況で、DWH（データウェアハウス）を追加導入する場合もある。追加導入の場合、各部門システムの情報をDWH（データウェアハウス）に集約する仕組み等の構築が必要であるため病院情報システム初期導入時に一括導入しておいた方が、トータルコストを抑えることが可能な場合が多い。

### 会計時に関する機能
外来会計・入院会計において、電子カルテの記載内容並びにオーダ内容を、医事会計のタイミングでレセプトコンピュータで精査し、診療報酬の返戻を抑えるための「点数請求監査判定」を行うシステムも望まれるが、出来高払い、DPC（包括払い）同様にほぼ存在していないのが現状である。一部のシステム会社からレセプトチェック、DPCコーディングチェック等のソフトウェアがリリースされているが、上記のような監査業務までには結びついていない場合が多い。

### 地域医療連携に関する機能
「厚生労働省電子的診療情報交換推進事業」（SS-MIX：Standardized Structured Medical record Information eXchange）に対応した、電子カルテが既にリリースされており、他のベンダーとの相互データ連携は可能となった。データの連携方式としては、中継サーバーを介したデータ送受信方法とDVD／CD等の可搬媒体を用いたデータの授受の方法が上記規格に定められている。
地域連携クリニカルパスに関する部分に関しては、k-mixの事例のように、運用が開始されている。

### 電子院外処方箋発行への対応
総務省健康情報活用基盤構築実証事業「処方情報の電子化・医薬連携実証事業」にて、処方箋の電子化が求められている。合わせて、厚生労働省による「医療情報ネットワーク基盤検討会」にて、処方箋電子化を実現に向けた検討がなされている。内閣官房・厚生労働省・経済産業省・総務省・民間企業等々、官民一体のプロジェクトとなっており、モデル事業の実施は経済産業省が行っている。
2023年1月26日から、電子処方箋の運用が始まった。

### 遠隔医療モデルへの対応
医師間 (DtoD)のモデル、医師と患者の間 (DtoP)のモデル、医師と患者の間を医師以外の医療従事者が仲介する (DtoN)モデルを想定した、遠隔画像診断 (DtoD)遠隔病理診断 (DtoD)遠隔コンサルテーション・カンファレンス・教育 (DtoD, DtoN, NtoN)遠隔診療 (Dto(Nto)P)遠隔健康管理・遠隔健康相談等へのシステムとしての対応が求められる。既に一部の医療機関では遠隔画像診断、遠隔病理診断等の遠隔医療モデルに対応している事例がある。

### 医療DX
2022年6月、第2次岸田内閣において閣議決定した「経済財政運営と改革の基本方針2022」（骨太の方針2022）に、電子カルテの導入・標準化も含めた「医療DX」の必要性が、以下のとおり述べられた。
（社会保障分野における経済・財政一体改革の強化・推進）

医療・介護費の適正化を進めるとともに、医療・介護分野でのDXを含む技術革新を通じたサービスの効率化・質の向上を図るため、デジタルヘルスの活性化に向けた関連サービスの認証制度や評価指針による質の見える化やイノベーション等を進め、同時にデータヘルス改革に関する工程表にのっとりPHRの推進等改革を着実に実行する。

「全国医療情報プラットフォームの創設」、「電子カルテ情報の標準化等」及び「診療報酬改定DX」の取組を行政と関係業界が一丸となって進めるとともに、医療情報の利活用について法制上の措置等を講ずる。そのため、政府に総理を本部長とし関係閣僚により構成される「医療DX推進本部（仮称）」を設置する。—「経済財政運営と改革の基本方針 2022」本文 P32
これを受け、2022年10月12日、内閣官房に「医療DX推進本部」が設置された。2023年6月2日の第2回会合にて「医療DXの推進に関する工程表」が発表された。電子カルテの標準化と導入推進について、下記の計画を示した。
- 標準規格化すべき項目
  - 3文書6情報（診療情報提供書、退院時サマリー、健康診断結果報告書、傷病名、アレルギー情報、感染症情報、薬剤禁忌情報、検査情報（救急及び生活習慣病）、処方情報）の共有を進め、順次、対象となる情報の範囲を拡大
  - 2023年度 - 透析情報及びアレルギーの原因となる物質のコード情報
  - 2024年度 - 蘇生処置等の関連情報や歯科・看護等の領域における関連情報
- 閲覧・共有の仕組み作り
  - マイナンバーカードを活用した救急業務の迅速化・円滑化
  - 2024年度 - 特に救急時に有用な情報等の拡充を進めるとともに、救急時に医療機関において患者の必要な医療情報が速やかに閲覧できる仕組みを整備。薬局との情報共有のため、標準規格「HL7 FHIR（Fast Healthcare Interoperability Resources）」へ対応
- 標準型電子カルテ（電子カルテ情報共有サービス（仮称））
  - 標準規格に準拠したクラウドベースの電子カルテ（標準型電子カルテ）の 整備
  - 2023年度 - 必要な要件定義等に関する調査研究
  - 2024年度 - 開発に着手し、一部の医療機関での試行的実施。電子カルテ未導入の医療機関を含め、電子カルテ情報の共有のために必要な支援策の検討。すでに電子カルテが導入されている医療機関においては、標準規格に対応した電子カルテへの改修や更新を推進
  - 遅くとも2030年 - 概ねすべての医療機関において、必要な患者の医療情報を共有するための電子カルテの導入を目指す

また上記の目標を推進するため、社会保険診療報酬支払基金を医療DXに関するシステムの開発・運用主体の母体とし、抜本的に改組する。

## 総合医療管理システム(電子カルテシステム)のさまざまな機能
電子カルテシステムは、紙カルテの電子化と位置づけられてきたが、近年そのシステムは電子カルテの枠組みを超えて機能は充実したものになりつつある。最近では、総合医療管理システムを電子カルテシステムと呼ぶ現場も多く存在している。
以下は、電子カルテシステム単体とその他の関連システムの一例である。
- 電子カルテシステム
- レセプト管理システム
- 手術管理システム
- リハビリ管理システム
- 入院管理システム
- 栄養管理（給食・割烹）システム
- 病棟総合管理システム
- 外来総合管理システム
- 医局総合管理システム
- 病理管理システム
- 検査管理システム
- 放射線科情報システム（英語版）（RIS Radiological Information System）
- 画像診断管理システム
- クランケクレーム管理システム
- クランケ要望管理システム
- スタッフモチベーション管理システム
- 業務速度改善管理システム
- 総合病院化システム
- 臨床検査システム
- 透析管理システム
- 地域医療連携システム
- DPCコーディング・監査システム
- 物品管理システム（医用物品・一般物品）
- 人事・勤怠・ユーザー管理システム

## 導入効果
高品質の電子カルテシステムを導入する事は、業務効率を向上させ、人員削減や経費削減、残業を減らす事などに貢献される。結果的に医療現場の環境改善が成される事で、働く者のモチベーションの向上も期待出来る。また、病院の信頼や評価、来院患者数の増加等、病院経営の向上にも効果があり、高品質の電子カルテシステムには将来的な病院規模の拡大を物質的精神的の両面から強力にサポートする力も備わっている。
医事会計システム、看護支援システム、放射線情報システム等の部門システムのDB（データベース）が一本化されており、各部門システムが使用するマスタテーブルが一本化されている場合は、部門システム間におけるデータの齟齬が発生することがなくなり、同一マスタデータを各部門システムごとに入力する必要がなくなるためマスタ管理作業が極めて省力化されるため電子カルテ及び部門システムの運用管理が乱雑にならず、導入効果をより上げることが可能な場合がある。
一本化されていないシステムにおいて具体的な事例としては、新しい新薬の注射薬剤をシステムに登録する際は、「医事会計システム」「電子カルテ」「調剤システム」の最低でもこれらのマスタデータに薬剤追加の作業が必要となる。さらにこの事例の場合にて注射薬剤の使用部門が増えることにより「看護支援システム」「手術システム」等の部門システムのマスタデータにも注射薬剤の追加をしなくてはいけない場合がある。しかし、部門側の部門システムの都合、部門側の運用上の都合等にてDB（データベース）を一本化できない場合もあるため、病院業務全体から見て導入効果を上げるられるよう特に留意した方がよい。
最近の電子カルテの方向性として、地域連携ならびに地域連携クリニカルパス、電子院外処方箋発行（処方情報の電子化・医薬連携実証事業）に対応していく事が求められており、これらの機能要素を電子カルテに持つことにより、地域医療活性化、病診連携時における提供情報の量並び質の上昇に伴う信頼関係の構築、患者に対する服薬情報の一元管理によって得られる誤与薬の抑止、ひいては患者サービスの向上等があり、非常に導入効果が高い。

### 導入注意点
- 電子カルテシステムとしては「いつ」「誰が」「どこに」「何を」記載したのか、それを履歴として残すようになっているが、一部のシステムは、端末のシステム日付を変更する事により、履歴を残さずに過去所見の書き換えが可能になっている。
- フールプルーフ（ヒューマンエラー抑止機能）がシステムに実装されていない場合がある。実装されていても、エラーチェックがかかっていない事例があり、医療記録が破綻している場合がある。
- フェイルセーフ（異常検知即時停止機能）がシステムに実装されていない場合がある。実装されていても、連動したシステムへの異常通知等を行わずエラー停止する場合が多く、基幹システムの異常が他のシステムに波及する場合がある。
- システムから出力可能な紙媒体が法制に対応できていない場合がある。監査時の紙出力時に不備が発見される場合が多い。
  - 各メーカーの電子カルテにおいて1号、2号、3号等の紙媒体の出力書式が定まっていない。
  - 昨今の流れで重視されている指導管理、服薬指導、患者サポート等の記載記録においても、電子カルテ上に機能を有する物は少なく、電子カルテ外で情報管理する流れが発生し整合性が取りづらい状況がある。
  - システムによっては1号、2号、3号用紙に必要とされる記載事項が出力できない場合がある。
  - 部門システムも内包している病院情報システム(HIS：Hospital Information System)の場合、放射線照射録、手術記録、等の諸記録上にも、不備が発見される場合がある。
- 医事会計システム、電子カルテ、看護支援システム、その他の部門システムが分かれているシステムに多い事象として、各システムから出力される出力物の記載時間に齟齬が存在する場合がある。具体的には、電子カルテ及び各部門システムが基準としている時間がNTPサーバ(Network Time Protocol)等の時刻管理サーバを基準として動作している場合においては問題視されづらいが、時刻同期サーバを導入されていない場合は、時刻管理作業をシステム管理者の手に委ねられており、システムにおける日時の真正性の確実な保証がされていない構成で運用されている場合がある。視点を変えた事例として、患者の一括受付処理等で一括受付を行った患者の時間が全て同一になる場合がある。本来人の手によって受付等の処理が逐次なされた場合、完全に同一になる事は発生しづらいが、システムの一括処理を行う以上、回避できないものと考えられる。
- 診療録に残される記載日時が記入した職員の勤怠状況と異なる事がある。職員の超過勤務の記載内容と齟齬が発生する事に始まり、カルテ開示時においてのカルテの真正性の破綻、看護体制の虚偽申請等の露呈まで波及する場合がある。時刻同期サーバを一度導入することにより確実な時間管理のきっかけを生むが、紙ベースの情報媒体のように日時の扱いに関して脆弱な管理は許されなくなっている。
- 看護支援システムを導入している施設にて、各病棟看護師が記入する看護必要度を直接患者の状態を見ていない職種である事務職員、事務管理職員もしくは看護部長、看護副部長等のユーザーIDにて、常に看護必要度を上げる修正が行われている状況が発生している場合がある。月末に偏って看護必要度を上げる修正作業を特定のユーザーが集中的に行った場合や当該患者の看護必要度を退院後に増分修正を行う等の操作があった場合も看護支援システムの修正記録として履歴に残る。
- 本来、医師が患者病名（疑い病名・確定病名）を患者診療録に記載することが前提だが、医師の日々の業務量の兼ね合いもあり他者（医療事務、事務員、メディカルクラーク）等の人員が医師の指示により代理記載している事例があるが、システムの記録上、同一部署、同一ユーザーによる病名記載が多数見受けられる場合、医師以外の他者が保険病名を独断にて記載していると判断される場合がある。他者の記載した病名を医師が最終承認する流れがシステム上存在しても、他者が記載した履歴の次に医師が承認したという履歴が医師法、療養担当規則によって認められるかは疑問が残る。
- 部門システムとの連携数が多い電子カルテにおいて各マスター管理作業が非常に乱雑になり整合性を合わせることが難しくなっている。さらに診療機関間の情報の受け渡しにおいてSS-MIXを用いた場合に、各医療施設内のマスターが独自のコード体系で構築されている場合があり、診療情報、オーダー歴等のデータの受け渡しを難しくしている。
- 各電子カルテにおいてクリニカルパス、セットオーダー等の入力を簡素化する方法が実装されているが、これらのマスタ更新作業（処方、注射、医療材料等）において非常に乱雑になっており、各社改善を進めているが抜本的な解決を導き出せていない。定期的なクリニカルパスの更新作業ならびにセットオーダー更新作業を実施するにあたり、セットオーダーの使用率の算定、クリニカルパス適応時においてのバリアンス発生に伴う離脱等を勘案しシステムが直すべきマスタを使用者に促す、発展すれば機械学習にて適切なセットオーダーならびにクリニカルパスを模索する機能も求められるが現時点では確立していない。
- 無線ネットワーク上にて運用される電子カルテに多い事例として、無線途絶による記載途中の診療録、看護記録が保存できない事例がある。アクセスポイントを増設するだけでは根本的な解決にはならず、アクセスポイント切り替え時間が発生しない無線ネットワーク機器を導入しネットワーク切断を回避している事例が増えてきているが、刷新タイミングならびに費用の問題等で無線ネットワークを使用している医療施設の大多数で対応できていない。
- 医療施設内の電子カルテ用ネットワークとインターネット用ネットワークを物理的に分けている場合、ネットワークインフラ構築ならびに維持運用コストが高くなっている場合がある。昨今の流れでは電子カルテ用ネットワーク、インターネット用ネットワーク機器構成を共通化し、VLAN等の方法にてセキュアな構成にする方法も実現されつつあるが、医療機関において既設のネットワークインフラの更新費用が高くなるため刷新の流れには至ない場合が多い。旧来の物理的なネットワーク分離方式がセキュリティ上強いという解釈もありネットワーク刷新への弾力に乏しいところもあるが2種のネットワークを物理的に切り離しているがための具体的な事例として、電子カルテ上の診療情報を元にインターネット上の統計収集サイトへのエントリを行う流れがある。この場合、電子カルテ端末もしくは電子カルテサーバーにUSBメモリ等の媒体を使用しデータを取得したのちインターネット側の端末に受け渡しを行った後、統計収集サイトにエントリを行う流れがあるが、患者情報をインターネット接続端末に残してしまうことが懸念される。インターネット端末が仮想化された構成である場合は、インターネット端末に患者情報を残したままになる点は払拭されるが、仮想環境提供サーバーの構築に伴い費用の拠出が求められる。

## 総合医療管理システム（電子カルテシステム）の実務例
用紙による新規患者受付⇒電子カルテ登録⇒ドクターの端末へ情報転送⇒ドクターが診察⇒診察をしながら端末でドクターがレントゲンをオーダー⇒レントゲン室の端末へ電子カルテ情報とオーダー情報が転送⇒患者はレントゲン室へ移動し、撮影⇒電子レントゲンのデータがドクターの端末へ転送⇒患者が戻る前にドクターは画像を診断可能⇒患者が診察室へ戻ると診察を再開⇒診察中に端末上でSOAPを作成⇒診察終了時、処方箋や会計、各オーダー等のデータがナースステーションや医療事務、総務、会計へ送信⇒患者は会計へ移動⇒会計完了

## 主な電子カルテベンダー
以下は大・中規模病院向けに比較的よく導入されているベンダーである。
- 富士通株式会社
- PHCホールディングス（旧社名：パナソニック ヘルスケア株式会社、合併：三洋電機株式会社）
- ソフトマックス株式会社
- 株式会社ソフトウェア・サービス
- 日本電気株式会社
- 株式会社シーエスアイ
- 株式会社島津製作所
- 株式会社湯山製作所
- 日本アイ・ビー・エム株式会社
- キヤノンメディカルシステムズ株式会社
- 株式会社ワイズマン
- 株式会社日立製作所
- 株式会社ビー・エム・エル

以下は小規模病院・クリニック診療所向けに比較的よく導入されているベンダーである。
- 中央ビジコム株式会社

上記ベンダ以外にも独立系を含め多くのベンダーが参入しており、さらには病院が独自にシステムを開発するケースもある。